# Явожина-Шльонська (гміна)
Гміна Явожина-Шльонська (пол. Gmina Jaworzyna Śląska) — місько-сільська гміна у південно-західній Польщі. Належить до Свідницького повіту Нижньосілезького воєводства.
Станом на 31 грудня 2011 у гміні проживало 10496 осіб.

## Площа
Згідно з даними за 2007 рік площа гміни становила 67.34 км², у тому числі:
- орні землі: 84.00 %
- ліси: 7.00 %

Таким чином, площа гміни становить 9.06 % площі повіту.

## Населення
Станом на 31 грудня 2011:
| Опис     | Загалом | Загалом | Чоловіки | Чоловіки | Жінки | Жінки |
| -------- | ------- | ------- | -------- | -------- | ----- | ----- |
| одиниця  | осіб    | %       | осіб     | %        | осіб  | %     |
| все      | 10496   | 100     | 5046     | 48.08    | 5450  | 51.92 |
| міське   | 5268    | 100     | 2483     | 47.13    | 2785  | 52.87 |
| сільське | 5228    | 100     | 2563     | 49.02    | 2665  | 50.98 |

## Сусідні гміни
Гміна Явожина-Шльонська межує з такими гмінами: Стшеґом, Свідниця, Свідниця, Швебодзіце, Жарув.